# Transitus

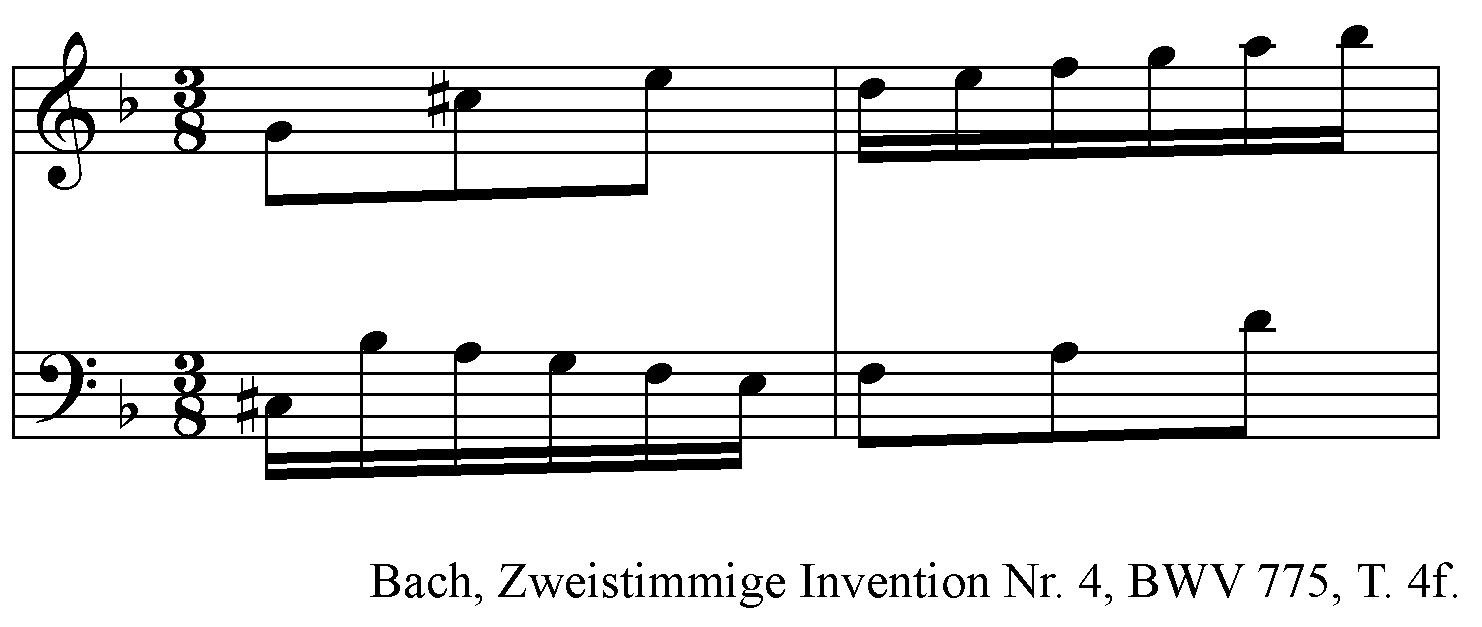
Notenbeispiel zur musikalischen Figur Transitus: J.S. Bach, Zweistimmige Invention Nr. 4, BWV 775, T. 4f.

Der Transitus (lat. Übergang, Durchgang) als musikalische Figur bezeichnet Durchgangsdissonanzen, also dissonierende Verbindungstöne zwischen konsonanten Klängen.
Der Begriff transitus ist seit Christoph Bernhard gebräuchlich. Zuvor verwendete synonyme Termini sind commissura, symblema (Joachim Burmeister) und celeritas (Gallus Dressler, Friedrich Beurhaus, Sethus Calvisius u. a.).
Als rein musikalisches Kompositionsmittel dient der transitus nicht der Darstellung von Affekten und zählt also nicht zu den musikalisch-rhetorischen Figuren. Folglich findet sich in der Rhetorik kein entsprechendes Vorbild: Quintilian spricht in seiner Rhetorik zwar von transitus, meint jedoch damit keine rhetorische Figur, sondern vielmehr die reizvollen Übergänge zwischen den Teilen einer Rede.
Bei den oben genannten anderen Bezeichnungen des Durchgangs von Burmeister, Kircher und Thuringus ist mit den einzelnen Begriffen vor allem die Verbindung betont, die Verbindung von konsonanten und dissonanten Klängen.
Im Unterschied dazu beschreibt der Bernhardsche Terminus transitus vorwiegend die Art und Weise, wie diese Verbindung entsteht: „Transitus [...] ist, wenn zwischen zweyen guten Noten eine Falsche im nächsten Intervallo ist“. Bernhard unterscheidet drei Arten des Durchgangs:
Den Transitus (später Transitus regularis) als Durchgangsdissonanz auf unbetonter Taktposition, den  Quasi Transitus (später Transitus irregularis) auf betonter Taktposition und den Transitus inversus (später Quasitransitus) – im Stile Recitativo – als wider die Regeln des transitus angeschlagene Dissonanz.